# Melanospora damnosa
Melanospora damnosa är en svampart som först beskrevs av Pier Andrea Saccardo, och fick sitt nu gällande namn av Gustav Lindau 1897. Melanospora damnosa ingår i släktet Melanospora och familjen Ceratostomataceae.   Inga underarter finns listade i Catalogue of Life.